# Etrema texta
Etrema texta é uma espécie de gastrópode do gênero Etrema, pertencente à família Clathurellidae.